# Luigi Malabrocca
Luigi Malabrocca (Tortona, 22 giugno 1920 – Garlasco, 1º ottobre 2006) è stato un ciclista su strada e ciclocrossista italiano.

## Carriera
Era soprannominato "il Cinese" a causa dei suoi occhi a mandorla e divenne popolare perché indossò per due anni consecutivi la maglia nera del Giro d'Italia. Ultimo di sette fratelli e grande amico del conterraneo Fausto Coppi, vinse 138 corse, di cui 15 da professionista, ma il suo nome rimane ancora oggi legato al Giro d'Italia dei tempi in cui l'ultimo classificato si aggiudicava la maglia di colore nero e, soprattutto, la colletta fatta fra gli spettatori per l'ultimo arrivato.
Riuscì ad aggiudicarsi la maglia nera nel 1946 (pur arrivando quarto in volata al termine dell'ultima tappa, la Mantova-Milano) e nel 1947, cercando di perdere più tempo possibile tra una tappa e l'altra nascondendosi dove poteva, forando le gomme della sua bici e fermandosi per lungo tempo nei bar. Nel 1949 rimase vittima del suo stesso gioco: aspettò troppo tempo e quando tagliò il traguardo dell'ultima tappa a Milano i cronometristi e i giudici spazientiti avevano già lasciato le loro postazioni, assegnando all'ignaro Malabrocca lo stesso tempo del gruppo e al vicentino Sante Carollo (che si ritirò presto dal ciclismo) la maglia nera con relativo premio. Da allora Malabrocca decise di abbandonare quella singolare corsa all'ultimo posto.
Nella sua carriera si aggiudicò la Parigi-Nantes nel 1947, la Coppa Agostoni 1948 e il Giro di Jugoslavia nel 1949. Per due volte (nel 1951 e nel 1953) fu campione d'Italia di ciclocross. Si ritirò dal ciclismo nel 1956. Dopo essere stato operato al cuore e alla gola, e dopo un ricovero in ospedale nel settembre 2006, Malabrocca è morto a Garlasco all'età di 86 anni.

## Palmarès

### Strada
- 1946 (Welter, due vittorie)

Coppa Carena
Giro della Lomellina
- 1947 (Welter, una vittoria)

Parigi-Nantes
- 1948 (Edelweiss, una vittoria)

Coppa Agostoni
- 1949 (Stucchi-Ursus, due vittorie)

tappa Giro di Jugoslavia
Classifica finale Giro di Jugoslavia

#### Altri successi
- 1946 (Welter)

Maglia nera Giro d'Italia
- 1947 (Welter)

Maglia nera Giro d'Italia

### Cross
- 1951

Campionati italiani
- 1953

Campionati italiani

## Piazzamenti

### Grandi Giri
- Giro d'Italia

1946: 40º
1947: 50º
1949: 64º

### Classiche monumento
- Milano-Sanremo

1946: 45º
1948: 20º
1949: 109º
- Parigi-Roubaix

1949: 67º

## Influenza culturale
- "La maglia nera - Gesta e Ingegno di Luigi Malabrocca", atto unico teatrale (2007)[6]
- "Malabrocca. Un uomo solo... al fondo", romanzo grafico di Roberto Lauciello (2019, Renoir Comics)[1][7]
- ”Quando l’ultimo vinceva “ di Massimiliano Gracili interpretato da Riccardo Ballerini, (2006)